# 中国道教協会

1940年代、陳攖寧。

中国道教協会（英語: Chinese Taoist Association）は、中華人民共和国における唯一の公式な全国道教徒組合連合である。略称は中国道協。会場は全真教龍門派の祖庭の北京白雲観。

## 沿革
1956年11月26日、岳崇岱（全真派、瀋陽太清宮方丈）、孟明慧（全真派、北京火神廟監院）、劉之維（正一派、元前門関帝廟当家）、劉理航（全真派、杭州福星観住持）、楊祥福（全真派、上海白雲観監院）、 李西庚（正一派、上海大境廟当家）、蘇宗賦（全真派、坤道、上海金母宮当家）、易心瑩（全真派、四川青城山常道観監院）、 李浄塵（全真派、浙江天台桐柏宮監院）、喬清心（全真派、西安八仙宮監院）、呉栄福（全真派、漢口大道観監院）、王理学（全真派、武当山紫霄宮道士）、閻崇徳（全真派、陝西隴県龍門洞監院）、尚士廉（全真派、泰山岱廟当家）、韓守松（全真派、南昌青雲圃監院）、楊恵堂（全真派、甘粛臨洮九華観）、李惟川（全真派、青島天后宮）、朱混一（全真派、陝西漢中磨子橋道観）、張修華（全真派、天津天后宮）、張理謙（全真派、河南浚県大坯山呂祖祠）、道教学者陳攖寧（居士、浙江文史館研究員）等みんなが北京に集まって、彼らは中国道教協会の組織を提唱した。
1957年4月、創立、初代会長は岳崇岱。
1961年、第二回全国代表会議に会長の陳攖寧を選出。
1967至1979年、毛沢東が文化大革命を発動し、道観の宗教活動は中止に追い込まれた。神像、法器は徹底的な破壊に遭い、道士はしかたなく還俗した、多くの道観が破壊された。
1980年代になると徐々に宗教活動が認められ、中国道教協会が運動して「全国重点道観」21箇所が国務院宗教事務局から指定されるなど、道教は復興を果たした
1980年、第三回全国代表会議に会長の黎遇航を選出。
1990年5月、中国道教学院を設置。
1986年9月、第四回全国代表会議に会長の黎遇航を選出。
1992年3月、第五回全国代表会議に会長の傅円天を選出。
1998年8月、第六回全国代表会議に会長の閔智亭を選出。
2005年6月、第七回全国代表会議に会長の任法融を選出。
2010年6月、第八回全国代表会議に会長の任法融を選出。
2015年6月、第九回全国代表会議に会長の李光富を選出。

## 歴代会長
- 岳崇岱（第一期）
- 陳攖寧（第二期）
- 黎遇航（第三期、第四期）
- 傅円天（第五期）
- 閔智亭（第六期）
- 任法融（第七期、第八期）
- 李光富（第九期）

## 歴代指導者
- 第八期
  - 会長：任法融
  - 副会長：張継禹、黄信陽、黄至安（女）、丁常雲、唐誠青、賴保栄、劉懐元、林舟、張金濤、張鳳林、孟崇然（女）、黄至傑、李誠道（李光富）、李軍（李一）
- 秘書長：王哲一

- 第九期[1]
  - 会長：李光富
  - 副会長：張鳳林、黄信陽、黄至安、唐誠青、賴保栄、張金濤、孟崇然、黄至傑、孟至嶺、袁志鴻、胡誠林、董崇文、謝栄增、陸文栄、張高澄、呉誠真、董中基、張誠達、吉宏忠
- 秘書長：張鳳林